# Association pour le maintien d'une agriculture paysanne

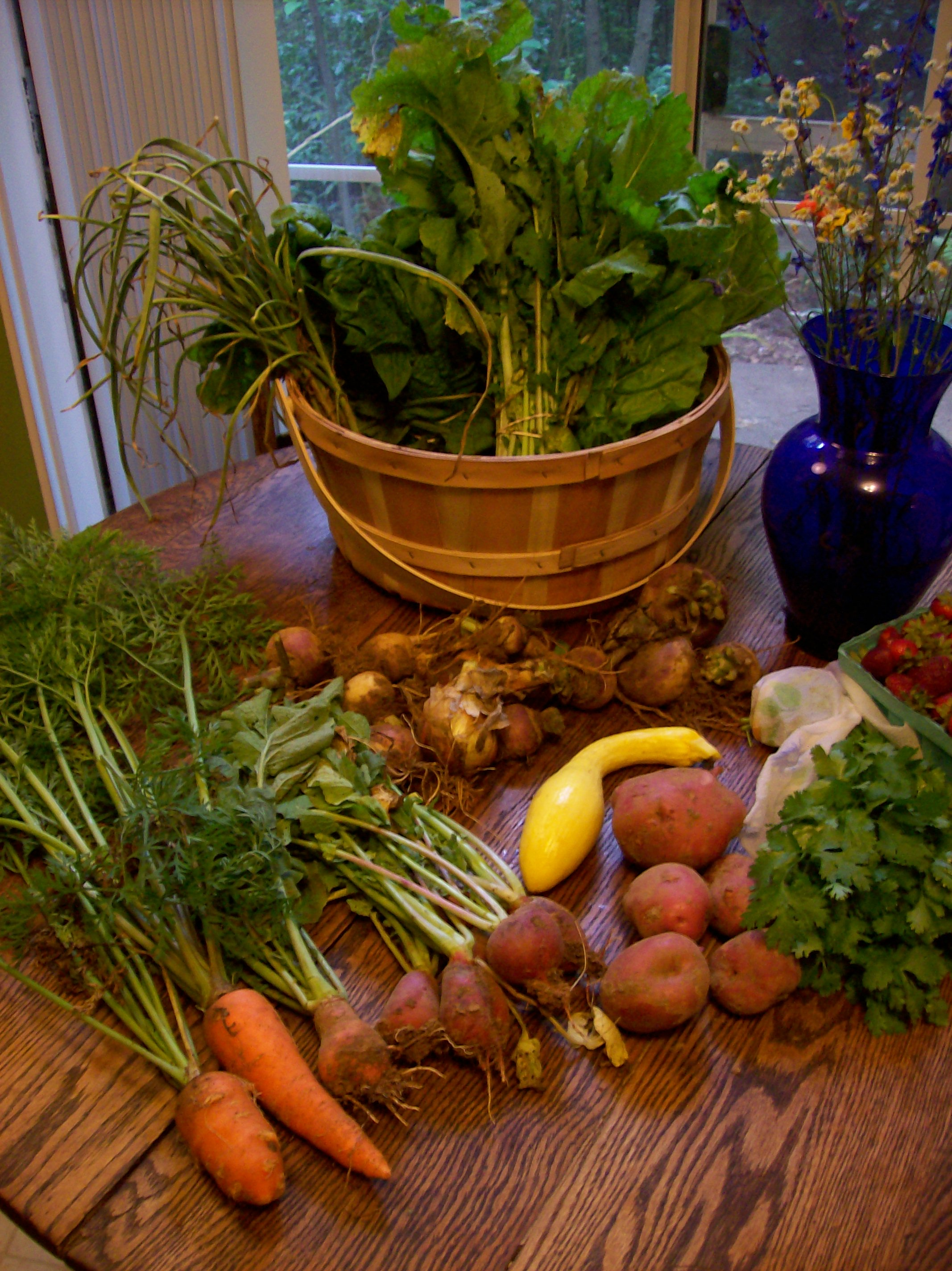
Panier provenant d'une récolte encadrée par une AMAP.

L'Association pour le maintien de l'agriculture paysanne (AMAP) ou Association pour le maintien d'une agriculture paysanne et de proximité (AMAPP) est un partenariat entre un groupement de consommateurs et un paysan ou une ferme. 

## Présentation
Pour le paysan, l'AMAP est une alternative économique qui lui permet de maintenir son activité grâce à l’engagement financier à l’avance.
Pour le consommateur l'objectif est d'obtenir des produits frais, locaux, sains, cultivés dans l'esprit d'une agriculture paysanne,.

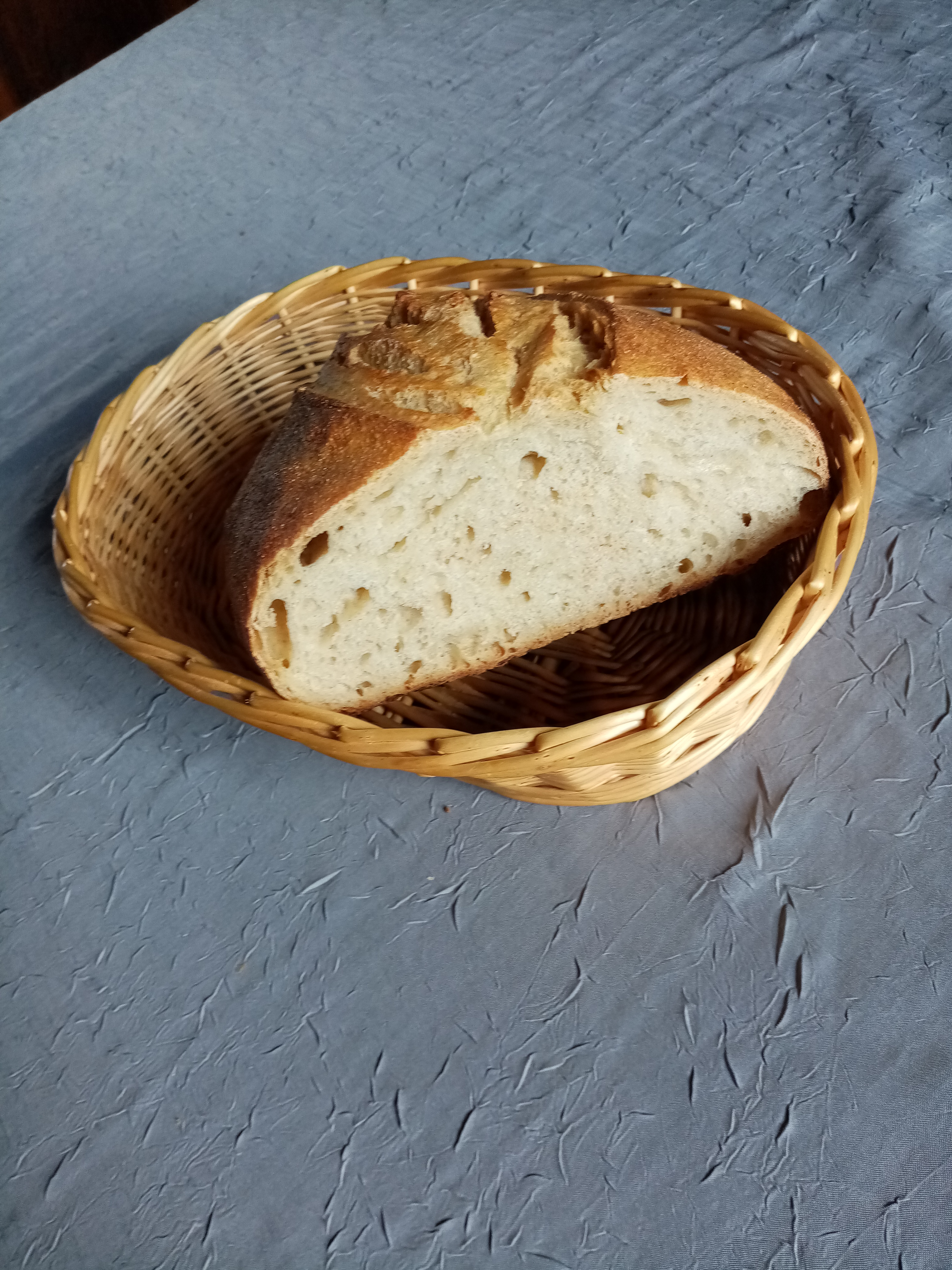
Pain bio livré une fois par semaine au local de l'AMAP. AMAP de Sepmes, 2020. Bien que très fréquent, le bio n'est pas une obligation dans les AMAP.

Un contrat d'engagement définit les principes et les engagements pratiques et éthiques. Le producteur s’engage à partager équitablement sa production. L’AMAP soutient tous les types de productions des fermes ainsi que leur diversification. Ex. : dans une AMAP avec un partenariat en maraîchage, le consommateur reçoit une fois par semaine un panier de légumes en contrepartie de son engagement solidaire.
L'AMAP dispose généralement d'un local où les aliments, et éventuellement d'autres produits agricoles, sont livrés puis distribués. Il est le plus souvent situé dans une ferme liée par contrat à l'AMAP ou chez l'un des adhérents. Commandes et distributions sont effectuées bénévolement par les adhérents en accord avec les paysans producteurs,.

## Terminologie par pays
Ce type d'organisation est présent dans de nombreux pays sous des formes plus ou moins proches. On peut citer :
- Agricultura sostenida por la comunidad (es) en Espagne,
- Agriculture contractuelle de proximité (ACP) en Suisse,
- Agriculture soutenue par la communauté (ASC) au Québec,
- Asociatia pentru Sustinerea Agriculturii Taranesti (ASAT) en Roumanie,
- Community-supported agriculture (en) (CSA) pour les pays anglophones[3],
- Groupes d'achats solidaires de l'agriculture paysanne (GASAP) en Belgique,
- Gruppo di acquisto solidale (it) (GAS) en Italie,
- Gemeenschapslandbouw ou Pergola-associatie aux Pays-Bas,
- Comunidade que sustenta a agricultura (pt) ou Reciproco au Portugal,
- Solidarische Landwirtschaft (de) en Allemagne et au Luxembourg,
- Teikeis au Japon[3].

Il existe un réseau international d'associations locales alimentaires nommé Urbain-Rural : Générer des Échanges Nouveaux entre Citoyens (Urgenci).

## Origines de l'AMAP en France
En décembre 1999, Daniel et Denise Vuillon, couple de maraîchers pratiquant déjà la vente directe et une production biodiversifiée dans l'ouest du Var à Ollioules, découvrent à New York la Community-supported agriculture (CSA). Ils rencontrent les consommateurs et le maraîcher de la CSA Roxburry Farm. Le contexte agricole étant similaire, ils transposent le concept en France et l'adapte sur leur ferme sous le nom d'AMAP,,.
En octobre 2000, les Vuillon répondent à l'appel à projets du Secrétariat d'État à l'Économie Solidaire (Guy Hascoët) par l'intermédiaire de l'association nationale Alliance paysans écologistes consommateurs, pour initier et développer le concept des CSA américains en France. La réponse du Secrétariat d'État à l'Économie solidaire est positive, ce qui les encourage à monter le dossier et la panoplie d'outils pour la création de l'AMAP.
En janvier 2001, en pleine crise d'insécurité alimentaire, lié à la vache folle, les Vuillon sont invités à une réunion organisée par l'Association pour la taxation des transactions financières et pour l'action citoyenne (ATTAC) à Aubagne sur le thème de la « malbouffe ». Ils font le triste constat de la disparition des agriculteurs. Au recensement agricole décennal de 2000, en 10 ans, la Provence a perdu 15 000 exploitants sur 40 000 dans la filière maraîchage. Ils présentent le concept des CSA et ses avantages qui pourraient apporter une solution au maintien d'une agriculture locale et saine et pour une bonne alimentation. Les consommateurs sont motivés. Trois réunions se sont tenues. Le 8 avril est organisé un pique-nique à la ferme « les Olivades », une rencontre qui reste une étape fondatrice dans la création de l'AMAP. Le 17 avril 2001, à lieu la 1re distribution des paniers de l'AMAP des Olivades à Aubagne. Ils créent la même année la 1re AMAP du Flayosquet à Draguignan (83) en lien avec la famille Bianchi éleveurs laitiers et « l'AMAP des Olivades » à la ferme les Olivades à Ollioules en octobre 2001.
Estimant le contexte favorable au développement de ce type d’initiative, ces maraîchers, membres de la Confédération paysanne du Var, avec d’autres associations et avec le soutien de la Région PACA, créent une structure chargée d’accompagner les porteurs de projet AMAP dans la région. « Alliance Provence », Paysans Écologistes Consommateurs est déclarée le 10 mai 2001.
La demande de petits producteurs est forte et de nombreux consommateurs sensibilisés se mobilisent et se responsabilisent. Les AMAP se multiplient rapidement : en PACA on compte 47 AMAP en 2004 et 80 en 2005.
Sur le plan national, la situation agricole est aussi catastrophique ; dès 2002, les Vuillon partagent leur expérience et répondent aux nombreuses demandes. Ils accompagnent les premiers projets d’AMAP dans toute la France. Leur méthode d’essaimage, l'accompagnement professionnel agricole, de paysan à paysan, associée à la forte implication de consommateurs responsables a construit le paysage AMAP en France, sur des bases éthiques économiques sociales et solidaires. En 2003, Daniel Vuillon dépose la marque « AMAP » à l'INPI, pour Alliance Provence, structure régionale de coordination et de développement des AMAP en Provence. La Charte des AMAP déposée en 2003 permet aux structures départementales ou régionales d’assurer et garantir le développement d'AMAP viables et durables.
En février 2004 se tint à Aubagne le premier colloque international des teikei (Japon), CSA (pays anglophones), AMAP (France), ASC (Québec), etc. Les colloques suivants ont eu lieu à Aubagne (fin janvier 2008) et à Kobé (février 2010). Un deuxième colloque international se tint ensuite à Palmela (Portugal) en décembre 2005 donnant lieu à la création du réseau international URGENCI qui regroupe ces diverses initiatives.
En 2007, Denise Vuillon crée le Centre de ressources pour l'essaimage des AMAP en France (CREAMAP). Il regroupe les producteurs et les consommateurs motivés, initiateurs de la 1re AMAP dans leur région qui assurent le développement local des AMAP au sein d'une « Interamap ». Ainsi, la Loire Atlantique et son Inter AMAP44 est le département qui a le plus de producteurs en AMAP.
Le mouvement s'est progressivement et partiellement structuré, par la création de réseaux des AMAP, essentiellement à l'échange régional, puis plus récemment, par la formation d'un Mouvement inter-régional des AMAP (MIRAMAP) en février 2010. Il vise à « renforcer la cohésion des AMAP à travers le partage d’une éthique commune, de mutualiser les expériences et les pratiques et d’assurer la représentation, la mise en valeur des AMAP au niveau national et à la représentation du mouvement auprès des institutions officielles (Régions, ministères, etc.) ».
En 2014, Alliance Provence transmet la propriété de la marque AMAP au MIRAMAP, celui-ci actualise la Charte des AMAP. L'Assemblée générale du MIRAMAP adopte en mars 2014 une nouvelle charte, qui remplace celle établie en 2003 au moment de la fondation des premières AMAP dans le Sud-Est de la France.
L'AMAP a réussi l'objectif du maintien des fermes. Il est très difficile de compter les AMAP. La seule référence pour cela est le Recensement agricole décennal. En 2011, 21 % des agriculteurs français sont en circuit court, dont 6 000 en AMAP. Une mise à jour du nombre d’agriculteurs en AMAP est attendue dans le dernier recensement agricole de 2020.

## Principes
Une AMAP est : 

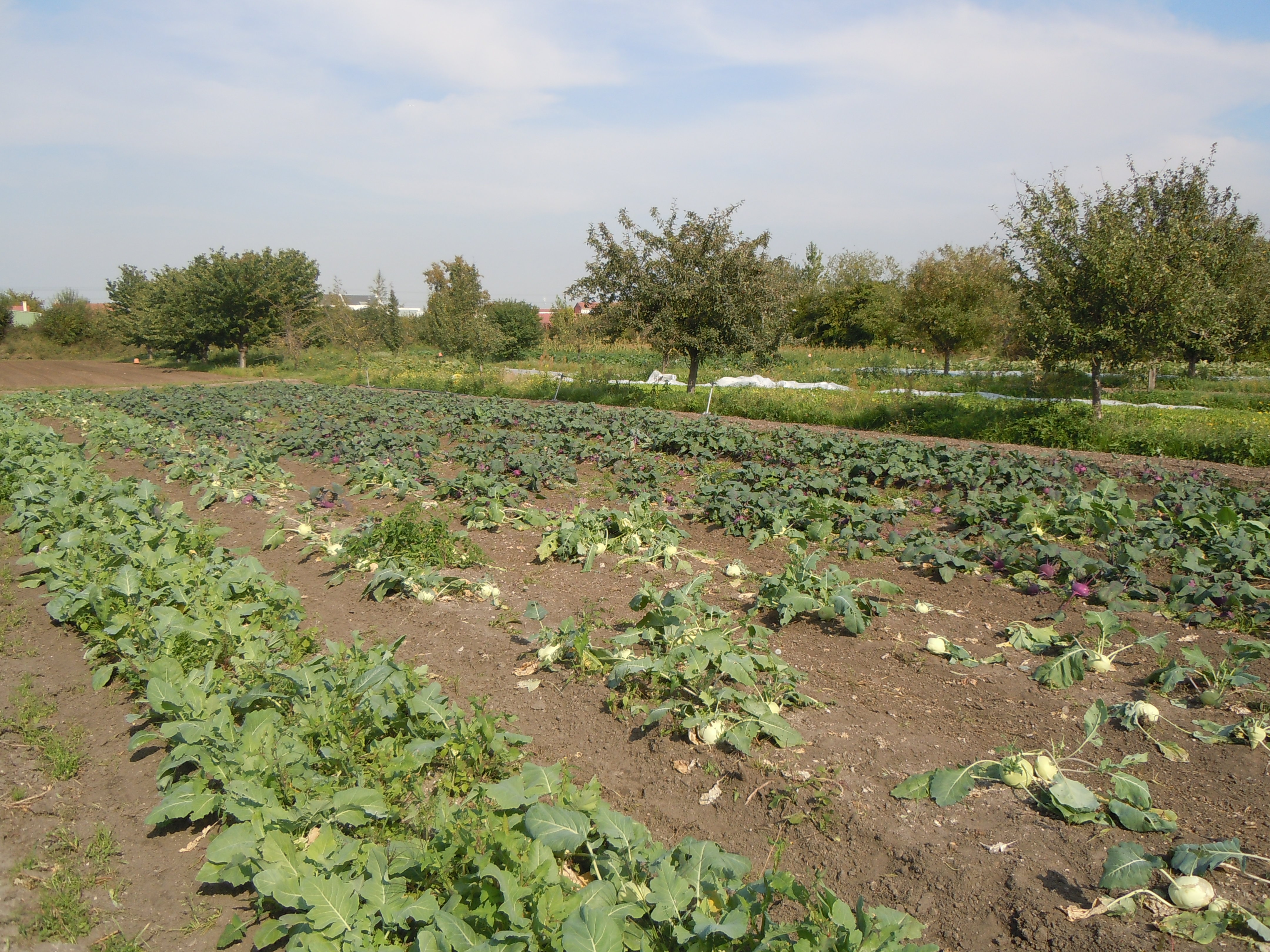
Cultures maraîchères biologiques de l'AMAP des Jardins de Conflans à Conflans-Sainte-Honorine.

- pour le consommateur, des aliments frais, de saison, souvent biologiques, produits à partir de variétés végétales ou races animales de terroir ou anciennes ;
- un prix rémunérateur pour le paysan.

Un tel partenariat est considéré comme participant de l'économie sociale et solidaire, selon les critères suivants :
- un lien de vente directe, sans intermédiaire, entre le producteur et le consommateur ;
- les consommateurs s'engagent à l'avance, pour une saison de production ;
- ils partagent les aléas climatiques qui peuvent modifier à la baisse la quantité de produits calculée et planifiée par le producteur ;
- le prix du panier est calculé en fonction des coûts de productions, de la rémunération équitable du paysan et non pas au poids de la marchandise[note 1].

Le fermier garde une indépendance par rapport au système de grande distribution ; quant aux consommateurs, ils peuvent directement suivre et influencer le mode de culture.
Les AMAP ont également les ambitions suivantes :
- favoriser un dialogue social autour de la sécurité alimentaire et du goût ;
- respecter la biodiversité ;
- mieux gérer le foncier et maintenir des terres fertiles ;
- agir pour l’emploi, par l'installation de nouveaux jeunes agriculteurs ;
- instaurer des animations sur la ferme, en favorisant le volet pédagogique sur la nature et l’environnement ;
- contribuer à réduire la consommation énergétique en utilisant des légumes produits à côté de son domicile ;
- ré-impliquer le consommateur dans ses choix de consommation.

Les AMAP soutiennent une agriculture respectueuse de l'environnement par opposition à l'agriculture intensive, ou conventionnelle, qui s'est développée en France depuis 50 ans et critiquée pour ses effets néfastes sur l'environnement et l'alimentation. Elle contribue au « maintien des agriculteurs », dans un contexte où les plus faibles d'entre eux disparaissent progressivement (la part des agriculteurs dans la population active étant passée de 30 à 3 % au cours des 50 dernières années, 6 millions dans les années 50 pour 450 000 en 2020).
La proximité est une notion essentielle pour les AMAP car si celles-ci permettent, tout comme le commerce équitable, de supprimer les intermédiaires entre le producteur et le consommateur, elles permettent aussi de contribuer à la « relocalisation » de l'économie en incitant les consommateurs à ne consommer que ce qui est produit dans les environs de leur lieu d'habitation.

## Fonctionnement

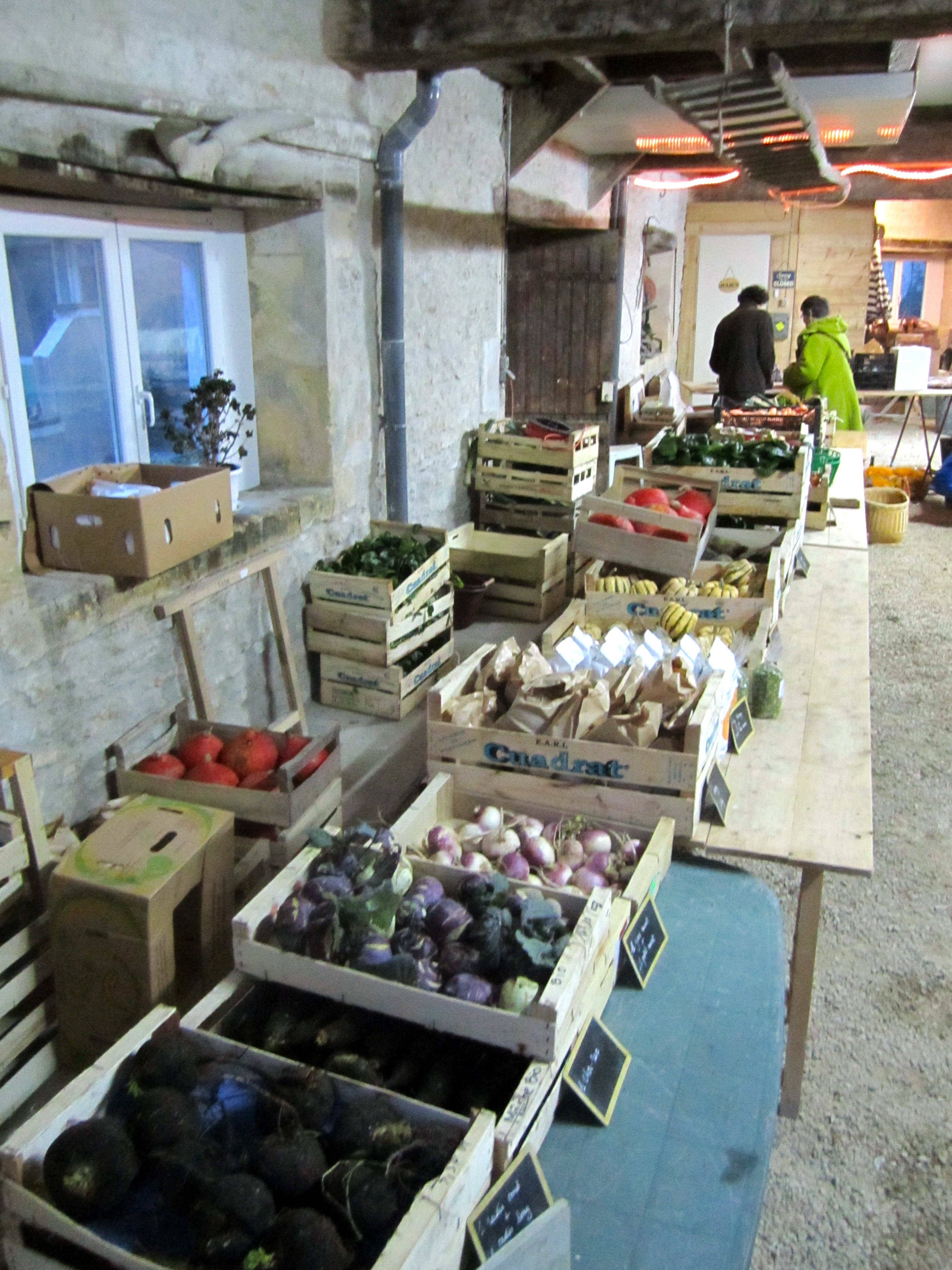
Distribution de légumes dans une AMAP.

Le partenariat est assuré par un comité de bénévoles qui participe au fonctionnement de l'AMAP.
Ses fonctions sont d'assurer le lien avec le producteur pour la communication et l'information, de rechercher d'autres consommateurs, de prendre les inscriptions, d'organiser la distribution, etc.
Producteur et consommateurs sont liés par un contrat dans lequel l’agriculteur s'engage à fournir aux consommateurs un panier par semaine de produits à un prix équitable défini en toute transparence, tandis que les consommateurs s'engagent, en toute connaissance des diverses contraintes, à effectuer à tour de rôle une permanence à l'accueil de la distribution, voire à effectuer ponctuellement sur l'exploitation des tâches en groupe (désherbage, récoltes…).

## Nombre croissant
|                                    | 2003 | 2009  | 2018  |
| AMAP en France                     | 25   | 1 000 | 2 500 |
| Structures d'ACP en Suisse romande | 2    | 21    | 35    |

## Dans le monde

### Teikeijaponais
Un des exemples le plus ancien du concept a émergé dans les années 1960 au Japon. À l'époque, des mères de familles japonaises s’inquiètent de voir l’agriculture s’industrialiser avec un recours massif aux produits chimiques (en 1957, les premières victimes de Minamata, empoisonnées au mercure, sont déclarées). Ces mères fondent alors en 1965 les premiers teikei (提携, signifiant en japonais « coopération », « collaboration » ou « partenariat ») qui concernent d'abord des coopératives laitières. Le principe de fonctionnement est le suivant : en échange de l’achat par souscription de la récolte du paysan, ce dernier s’engage à fournir des aliments cultivés sans produits chimiques.

### Food guildssuisses et CSA nord-américains
À la même époque en Suisse, des fermes communautaires nommées food guilds (ou association alimentaire) développent leur propre partenariat avec les consommateurs locaux en leur fournissant chaque semaine des produits frais (légumes, lait, œufs, et fromages).
Aux États-Unis en 1985, un fermier de retour de Suisse après avoir étudié les food guilds rencontre alors Robyn Van Hen, une agricultrice bio du Massachusetts. Avec l’aide d’autres producteurs et de consommateurs, ils fondent la première Community Supported Agriculture à la ferme Indian Line de Robyn. Le concept se répand ensuite rapidement par bouche-à-oreille dans tous les États-Unis, puis gagne le Canada (ASC).
Le concept est un système économique à part entière pour le paysan, et autonome, c'est pourquoi les agriculteurs fondateurs l'ont nommé AMAP.
En 2000, on recensait des CSA dans de nombreux pays : plus de 1 000 en Amérique du Nord, 100 au Royaume-Uni, et aussi en Australie, Danemark, Pays-Bas, Allemagne, Hongrie, Ghana, Nouvelle-Zélande… En 2003, aux États-Unis, 1 500 sont en fonctionnement.
[réf. nécessaire]
Depuis 2017, les frères de la Communauté Saint-Jean ont fondé à Vion (Sarthe) l’Académie pour une Écologie Intégrale, à la suite de l'encyclique Laudato si' du Pape François. Les frères propose une formation à l'Écologie intégrale pour la jeune génération, les chrétiens et les chercheurs de sens. De plus les moines développent sur quatre hectares une production maraichère et arboricole selon les principes de la permaculture, les religieux dans leur projet sont en partenariat avec une AMAP locale.